# 野島卓
野島 卓（のじま たかし、1967年1月3日 - ）は、日本のフリーアナウンサー。元フジテレビアナウンサー。

## 来歴・人物
早稲田実業学校高等部、早稲田大学社会科学部を卒業。1989年4月フジテレビジョン入社。2004年8月から2007年9月までの3年間、ニューヨーク支局に赴任し、『めざましテレビ』（水曜日）や『めざにゅ〜』でニューヨーク中継のコーナーを担当した。単発的に、『THEわれめDEポン』（麻雀バラエティ特番）の実況を担当。帰国後は2007年10月から2008年9月まで『わかってちょーだい!』の後番組『ハピふる!』を担当していた。
2019年7月1日よりアナウンス部長を務めていた同期の佐藤里佳がアナウンス室室長昇任に伴いアナウンス部長に就任。2021年7月1日よりアナウンス部長職を降り、報道局兼務に。後任のアナウンス部長は後輩の佐々木恭子。フジテレビで2022年1月から50歳以上の早期退職者を募集しており応募し、同年3月31日をもってフジテレビジョンを退職。退社後はフリーに転向。ノットコミュニケーションズの所属となる。2022年9月より、東京工科大学片柳研究所教授に就任。

## 出演

### 現在
- THEわれめDEポン（フジテレビONE、実況）

### 過去
報道・情報番組（地上波）
| 期間                               | 期間                              | 番組名                                | 役職                         | 担当日         | 備考                                                     |
| ---------------------------------- | --------------------------------- | ------------------------------------- | ---------------------------- | -------------- | -------------------------------------------------------- |
| 1993年7月2日                       | 1993年9月24日                     | FNNニュース・明日の天気               | キャスター                   | 金曜日         |                                                          |
| 1993年7月2日                       | 1993年9月24日                     | FNN NEWSCOM                           | キャスター                   | 金曜日         |                                                          |
| 1994年10月3日                      | 1995年9月29日                     | FNNニュース2:00                       | シフト勤務キャスター         | （交替制）     |                                                          |
| 1995年4月3日                       | 1997年9月26日                     | めざまし天気                          | ニュースコーナーキャスター   | 平日           |                                                          |
| 1997年10月2日                      | 1999年3月26日                     | めざまし天気                          | 司会                         | 木・金曜日     |                                                          |
| 1995年4月3日                       | 1999年3月31日                     | めざましテレビ                        | 情報キャスター               | 平日           |                                                          |
| 1999年4月1日                       | 2000年3月31日                     | FNNスーパーニュース                   | キャスター                   | 平日           |                                                          |
| 2002年10月7日                      | 2004年3月31日                     | F-2                                   | 司会                         | 月～水曜日     |                                                          |
| 2004年8月30日                      | 2007年9月29日                     | めざにゅ～                            | ニューヨークレポーター       | （交替制）     |                                                          |
| 2004年8月30日                      | 2007年9月29日                     | めざましテレビ                        | ニューヨークレポーター       | （交替制）     |                                                          |
| 2004年8月30日                      | 2007年9月29日                     | めざましどようび                      | ニューヨークレポーター       | （交替制）     |                                                          |
| 2007年10月1日                      | 2008年9月26日                     | ハピふる!                             | MC                           | 平日           |                                                          |
| 2008年10月4日                      | 2011年3月26日                     | FNNスピーク                           | キャスター                   | 土曜日         |                                                          |
| 2008年10月5日                      | 2011年3月27日                     | 産経テレニュースFNN                   | キャスター                   | 日曜日(朝、昼) |                                                          |
| 2011年4月2日                       | 2012年9月30日                     | FNNスーパーニュースWEEKEND            | キャスター                   | 休日           | 以前（2008年10月 - 2011年3月）はナレーターを担当していた |
| 2011年8月29日 および 2012年8月27日 | 2011年9月2日 および 2012年8月31日 | FNNスーパーニュース                   | 奥寺健の代役                 | 平日           |                                                          |
| 2011年10月5日                      | 2012年9月26日                     | FNNレインボー発・あすの天気           | キャスター                   | 隔週水曜日     |                                                          |
| 2012年10月1日                      | 2016年4月1日                      | FNNスピーク                           | キャスター                   | 平日           |                                                          |
| 2016年4月4日                       | 2016年9月30日                     | こんやのニュース                      | キャスター                   | 平日           |                                                          |
| 2016年4月4日                       | 2017年9月29日                     | ユアタイム～あなたの時間～→ユアタイム | ニュースパートナーキャスター | 平日           |                                                          |
| 2017年10月7日                      | 2018年4月1日                      | FNN みんなのニュース Weekend          | キャスター                   | 休日           |                                                          |
| 2018年4月7日                       | 2019年3月31日                     | FNNプライムニュース イブニング        | キャスター                   | 休日           |                                                          |
| 2018年11月7日                      | 2019年3月29日                     | FNNプライムニュース デイズ            | キャスター                   | 水～金曜日     |                                                          |
| 2019年4月4日                       | 2019年7月19日                     | FNN Live News days                    | キャスター                   | 木・金曜日     |                                                          |
| 2019年4月6日                       | 2019年7月21日                     | FNN Live News it!                     | キャスター                   | 休日           |                                                          |
| 2019年7月24日                      | 2021年3月26日                     | FNN Live News days                    | キャスター                   | 水～金曜日     |                                                          |
| 2021年3月31日                      | 2021年7月7日                      | FNN Live News days                    | キャスター                   | 水曜日         | 後任は月・火曜日担当の立本信吾、報道局兼務               |

バラエティ・実況番組・特別番組など
- FNS27時間テレビ・FNSスーパースペシャル1億人のテレビ夢列島'89（第3回の提供読み。男性アナウンサーではじめてのアンカーマンとなった。）
- う!ウマいんです。（リポーター）
- BSフジLIVE ソーシャルTV ザ・コンパス（BSフジ）
- FNNレインボー発・あすの天気（シフト勤務キャスター、土曜日、2013年7月 - 2014年3月）
- 麻雀脳II（フジテレビNEXT）
- 麻雀最極決定戦!サバイバルバトル極雀（フジテレビONE）
- BSフジNEWS（BSフジ、土・日曜日夜担当）
- NHKスペシャル 南海トラフ巨大地震 第1部 ドラマ(前・後編、アナウンサー役、NHK総合（大阪局制作）、2023年3月4日）

## 同期アナウンサー
- 境鶴丸（2022年3月31日退職）
- 智田裕一（現：ニュース総局報道局経済部長兼解説委員）
- 木幡美子（現：総務局次長兼CSR・SDGs推進室部長）
- 佐藤里佳（2022年3月31日退職）
- 田代尚子（2022年3月31日退職）